# MES Kerman
MES Kerman ist ein ehemaliges iranisches Radsportteam.
Die Mannschaft wurde 2007 unter dem Namen MES Kerman gegründet und besaß bis Ende 2012 eine UCI-Lizenz als Continental Team. Seit 2010 und 2011 fuhren sie unter dem Namen Vali ASR Kerman und seit 2012 wieder als MES Kerman. Sie nehmen hauptsächlich an Rennen der UCI Asia Tour teil. Manager ist Hassan Vahed Rigi, der von den Sportlichen Leitern Ali Akbarzadeh und Hossein Nejad Abedi unterstützt wird.
Die Mannschaft ist in der iranischen Stadt Kerman ansässig und gehört ebenso wie die Fußballmannschaft Mes Kerman zum Sanat Mes Kerman Cultural and Athletic Club.

## Saison 2012

### Abgänge – Zugänge
| Zugänge           | Team 2011         | Abgänge                | Team 2012                 |
| ----------------- | ----------------- | ---------------------- | ------------------------- |
| Saeid Chehrzad    | MES Kerman (2008) | Hossein Nateghi        | Tabriz Petrochemical Team |
| Mohamad Jamali    | MES Kerman (2008) | Sajjad Hashemi         | Unbekannt                 |
| Mahyar Karami     | Neoprofi          | Omid Mohammadi         | Unbekannt                 |
| Ali Khademi       | Neoprofi          | Hossein Moinaldini     | Unbekannt                 |
| Mehran Mehrmanesh | Neoprofi          | Saeed Nateghi          | Unbekannt                 |
| Mohammad Mozafari | Neoprofi          | Moezeddin Seyed Rezaei | Unbekannt                 |
| Kazem Najafi      | Neoprofi          | Mostafa Seyed Rezaei   | Unbekannt                 |
|                   |                   | Sajjad Zangi           | Unbekannt                 |

### Mannschaft
| Name              | Geburtstag         | Nationalität | Team 2013                  |
| ----------------- | ------------------ | ------------ | -------------------------- |
| Saeid Chehrzad    | 23. August 1978    | Iran         |                            |
| Jalil Eslami      | 18. September 1978 | Iran         |                            |
| Amin Eslampour    | 28. Februar 1989   | Iran         |                            |
| Mohamad Jamali    | 31. Januar 1987    | Iran         |                            |
| Mahyar Karami     | 30. August 1992    | Iran         |                            |
| Ali Khademi       | 1. Januar 1992     | Iran         | Azad University Giant Team |
| Mehran Mehrmanesh | 15. März 1993      | Iran         |                            |
| Mohammad Mozafari | 27. April 1988     | Iran         |                            |
| Kazem Najafi      | 21. September 1988 | Iran         |                            |
| Mohammad Zangi    | 14. Juni 1990      | Iran         |                            |

## Platzierungen in UCI-Ranglisten
UCI Asia Tour
| Saison | Mannschaftswertung | Fahrerwertung               |
| ------ | ------------------ | --------------------------- |
| 2007   | 14.                | Hossein Nateghi (18.)       |
| 2010   | 44.                | Ali Reza Asgharzadeh (199.) |
| 2011   | 23.                | Hossein Nateghi (48.)       |
| 2012   | 58.                | Ali Khademi (190.)          |

## Saison 2010

### Mannschaft
| Name                   | Geburtstag         | Nationalität | Team 2009                      |
| ---------------------- | ------------------ | ------------ | ------------------------------ |
| Ali Reza Asgharzadeh   | 11. Januar 1986    | Iran         | Neoprofi                       |
| Amin Eslampour         | 28. Februar 1989   | Iran         | Neoprofi                       |
| Jaeel Islami           | 18. September 1978 | Iran         | MES Kerman (2008)              |
| Hossein Moinaldini     | 29. Juli 1976      | Iran         | Neoprofi                       |
| Saeed Nateghi          | 20. September 1987 | Iran         | Neoprofi                       |
| Ehsan Nekheie          | 17. Mai 1987       | Iran         | Neoprofi                       |
| Moezeddin Seyed Rezaei | 27. Mai 1979       | Iran         | Islamic Azad University (2008) |
| Mostafa Seyed Rezaei   | 6. August 1984     | Iran         | Islamic Azad University (2008) |
| Mohammad Zangi         | 14. Juni 1990      | Iran         | Neoprofi                       |